# Ngô Hoàng Thịnh
Ngô Hoàng Thịnh (sinh ngày 21 tháng 4 năm 1992) là một cầu thủ bóng đá chuyên nghiệp người Việt Nam thi đấu ở vị trí tiền vệ.

## Sự nghiệp câu lạc bộ

### Sông Lam Nghệ An
Hoàng Thịnh trưởng thành từ lò đào tạo trẻ Sông Lam Nghệ An. Anh được đôn lên thi đấu ở đội 1 từ mùa giải 2011. Trong suốt thời gian thi đấu cho Sông Lam Nghệ An (tới hết mùa giải 2015) anh đã 88 lần ra sân và ghi được 3 bàn thắng.

### FLC Thanh Hóa
Cuối năm 2015, Hoàng Thịnh chuyển sang thi đấu cho FLC Thanh Hóa theo bản hợp đồng kéo dài 3 mùa bóng với khoản lót tay lên tới 6 tỷ đồng. Sau mùa bóng đầu tiên V-League 2016 khoác áo Thanh Hóa, anh dính chấn thương nặng không thể thi đấu giai đoạn đầu mùa bóng 2017.

### Thành phố Hồ Chí Minh
Mùa giải 2019, Hoàng Thịnh chính thức gia nhập Thành phố Hồ Chí Minh sau quãng thời gian chơi bóng ở Thanh Hóa. Tại đây, anh nhanh chóng trở thành trụ cột của câu lạc bộ.
Ngày 23 tháng 3 năm 2021, trong trận đấu gặp Hà Nội ở vòng 5 V.League 1 2021 trên sân Thống Nhất, Hoàng Thịnh có pha vào bóng bằng hai chân gây chấn thương nặng cho tiền vệ Đỗ Hùng Dũng. Ngoài việc bị thẻ đỏ trực tiếp, anh còn bị cấm thi đấu đến hết năm 2021, nộp tiền phạt và phải đền bù chi phí chữa trị cho Hùng Dũng.
Hoàng Thịnh trở lại ở vòng 2 của V.League 2022 và góp công không nhỏ giúp câu lạc bộ Thành phố Hồ Chí Minh trụ hạng. Ở mùa giải 2022, anh được mang băng đội trưởng cho "Chiến hạm đỏ". Anh ghi dấu ấn bằng bàn thắng đẹp nhất tháng 7 sau pha sút phạt mang thương hiệu của Cristiano Ronaldo.

## Sự nghiệp quốc tế
Ngô Hoàng Thịnh có lần đầu tiên được triệu tập lên đội tuyển quốc gia Việt Nam vào năm 2014, dưới thời huấn luyện viên Toshiya Miura. Giải đấu lớn anh tham dự trong năm này là AFF Cup 2014.
Năm 2018, anh có tên trong danh sách sơ bộ của đội tuyển chuẩn bị cho AFF Cup 2018, tuy nhiên không có tên trong đội hình sau cùng thi đấu tại giải.
Năm 2019, anh cũng được triệu tập vào đội dự tuyển chuẩn bị cho vòng loại World Cup 2022, nhưng bị loại vì đau mắt.

## Đời sống cá nhân
Ngô Hoàng Thịnh lập gia đình với Dương Thị Ánh Nguyệt năm 2018, có một con trai sinh năm 2020.

## Thống kê sự nghiệp

### Đội tuyển quốc gia
Tính đến ngày 10 tháng 10 năm 2017.
| Đội tuyển quốc gia Việt Nam | Đội tuyển quốc gia Việt Nam | Đội tuyển quốc gia Việt Nam |
| Năm                         | Trận                        | Bàn                         |
| --------------------------- | --------------------------- | --------------------------- |
| 2014                        | 8                           | 2                           |
| 2015                        | 1                           | 0                           |
| 2016                        | 5                           | 0                           |
| 2017                        | 2                           | 0                           |
| Tổng cộng                   | 16                          | 2                           |

### Bàn thắng quốc tế
Bàn thắng của đội tuyển Việt Nam được ghi trước.
| # | Ngày                 | Địa điểm                                        | Đối thủ     | Bàn thắng | Kết quả | Giải đấu     |
| - | -------------------- | ----------------------------------------------- | ----------- | --------- | ------- | ------------ |
| 1 | 16 tháng 11 năm 2014 | Sân vận động Quốc gia Mỹ Đình, Hà Nội, Việt Nam | Malaysia    | 3–1       | 3–1     | Giao hữu     |
| 2 | 28 tháng 11 năm 2014 | Sân vận động Quốc gia Mỹ Đình, Hà Nội, Việt Nam | Philippines | 1–0       | 3–1     | AFF Cup 2014 |

#### U-23
| #  | Ngày                | Địa điểm                                       | Đối thủ     | Bàn thắng | Kết quả | Giải đấu                                        |
| -- | ------------------- | ---------------------------------------------- | ----------- | --------- | ------- | ----------------------------------------------- |
| 1. | 28 tháng 6 năm 2012 | Sân vận động Thuwunna, Yangon, Myanmar         | Philippines | 4–0       | 9–0     | Vòng loại giải vô địch bóng đá U-22 châu Á 2013 |
| 2. | 28 tháng 6 năm 2012 | Sân vận động Thuwunna, Yangon, Myanmar         | Philippines | 5–0       | 9–0     | Vòng loại giải vô địch bóng đá U-22 châu Á 2013 |
| 3. | 10 tháng 9 năm 2014 | Sân vận động Incheon Munhak, Incheon, Hàn Quốc | Bangladesh  | 2–0       | 4–2     | Giao hữu                                        |
| 4. | 10 tháng 9 năm 2014 | Sân vận động Incheon Munhak, Incheon, Hàn Quốc | Bangladesh  | 3–0       | 4–2     | Giao hữu                                        |
| 5. | 15 tháng 9 năm 2014 | Sân vận động Ansan Wa~, Ansan, Hàn Quốc        | Iran        | 4–1       | 4–1     | Đại hội Thể thao châu Á 2014                    |

## Danh hiệu
Hoàng Thịnh từng được đề cử danh hiệu Cầu thủ trẻ xuất sắc nhất 4 lần liên tiếp nhưng chưa lần nào được nhận danh hiệu. Anh đã giành được một số huy chương ở các giải quốc gia như: 2 huy chương đồng giải U11 và U12, 1 vàng giải U15, 3 vàng giải U17, 1 vàng giải U21 QG, á quân U21 Quốc tế. Năm 19 tuổi, Hoàng Thịnh giành giải vô địch V-League 2011, Á quân Cúp quốc gia.